# 南波多村
南波多村（みなみはたむら）は、佐賀県西松浦郡にあった村。現在の伊万里市の一部にあたる。

## 地理
狭長の盆地の中央で、松浦川支流・徳須恵川の流域に位置していた。

## 歴史
- 1889年（明治22年）4月1日、町村制の施行により、西松浦郡原屋敷村、井手野村、高瀬村、大曲村、古里村、重橋村、谷口村、水留村、大川原村、古川村、小麦原村、府招村、笠椎村が合併して村制施行し、南波多村が発足[1][2]。旧村名を継承した原屋敷、井手野、高瀬、大曲、古里、重橋、谷口、水留、大川原、古川、小麦原、府招、笠椎の13大字を編成[2]。
- 1954年（昭和29年）4月1日、西松浦郡伊万里町、黒川村、波多津村、大川村、松浦村、二里村、東山代村、山代町と合併し、市制施行し伊万里市を新設して廃止された[1][2]。合併後、伊万里市大字原屋敷・井手野・高瀬・大曲・古里・重橋・谷口・水留・大川原・古川・小麦原・府招・笠椎となる[2]。

## 産業
- 農業、工業、商業[2]
- 農家副業：和紙、木炭[2]
- 陶器：大字府招字椎峰山で元和年間から陶器を製造した[2][3]。